# Paravolvulus offensus
Paravolvulus offensus är en skalbaggsart som först beskrevs av Reichardt 1932.  Paravolvulus offensus ingår i släktet Paravolvulus och familjen stumpbaggar. Inga underarter finns listade i Catalogue of Life.